# Dicranomyia (Dicranomyia) gloriosa
Dicranomyia (Dicranomyia) gloriosa is een tweevleugelige uit de familie steltmuggen (Limoniidae). De soort komt voor in het Neotropisch gebied.